# WTFPL
Do What The Fuck You Want To Public License (zkratka WTFPL, česky Veřejná licence Dělej si co kurva chceš) je zřídka užívaná svobodná softwarová licence kompatibilní s public domain. Originální verzi 1.0, která byla vydána v březnu 2000, napsal Banlu Kemiyatorn. Verzi 2.0 pak napsal francouzský programátor Samuel „Sam“ Hocevar, který byl od 17. dubna 2007 do 16. dubna 2008 projektovým vedoucím Debianu. Licence dovoluje redistribuci a modifikace softwaru nezatížené žádnými podmínkami – uživatelé si mohou „dělat co do prdele chtějí“. Byla schválena nadací Free Software Foundation jako kompatibilní s GNU General Public License.

## Užití
WTFPL je užita zřídka, ale existuje software takto licencovaný jako např.: editovací software pro OpenStreetMap Potlatch, počítačová hra Liero a k říjnu 2018 také 7 MediaWiki rozšíření a 2528 souborů na Wikimedia Commons. Kromě toho může být licence aplikována také na umělecká díla a psaný materiál.
Na serveru Freshmeat se nachází specifická kategorie, která zaznamenává software licencovaný pod WTFPL. K červenci 2011 se zde nacházelo 27 položek, přičemž autorem dvou z nich byl Sam Hocevar, který je rovněž autorem verze 2.0 licence WTFPL.

## Znění

### Verze 1
```
do What The Fuck you want to Public License

Version 1.0, March 2000
Copyright (C) 2000 Banlu Kemiyatorn (d).
136 Nives 7 Jangwattana 14 Laksi Bangkok
Everyone is permitted to copy and distribute verbatim copies
of this license document, but changing it is not allowed.

Ok, the purpose of this license is simple
and you just

DO WHAT THE FUCK YOU WANT TO.
```

### Verze 2
```
           DO WHAT THE FUCK YOU WANT TO PUBLIC LICENSE
                   Version 2, December 2004

Copyright (C) 2004 Sam Hocevar <sam@hocevar.net>

Everyone is permitted to copy and distribute verbatim or modified
copies of this license document, and changing it is allowed as long
as the name is changed.

           DO WHAT THE FUCK YOU WANT TO PUBLIC LICENSE
  TERMS AND CONDITIONS FOR COPYING, DISTRIBUTION AND MODIFICATION

 0. You just DO WHAT THE FUCK YOU WANT TO.
```

### Verze 2 – neoficiální překlad
```
      VEŘEJNÁ LICENCE DĚLEJ SI CO KURVA CHCEŠ
              Verze 2, Prosinec 2004
 
 Copyright (C) 2004 Sam Hocevar <sam@hocevar.net>
 
 Kdokoli může kopírovat nebo distribuovat doslovnou i
 modifikovanou kopii této licence, ale její změna je
 povolena jen když je i jméno změněno.
 
 VEŘEJNÁ LICENCE DĚLEJ SI CO KURVA CHCEŠ
 PODMÍNKY PRO KOPÍROVÁNÍ, DISTRIBUCI A ÚPRAVY

 0. Prostě si DĚLÁŠ, CO KURVA CHCEŠ.
```